# Nurkhon Yuldashkhojayeva
Nurkhon Yuldashkhojayeva (în uzbecă Nurxon Yoʻldoshxoʻjayeva, adesea anglicizată ca Nurkhon Yuldasheva) a fost una dintre primele femei uzbece care au dansat pe scenă fără a purta un văl de paranja. S-a născut în anul 1913 în Margilan⁠(d), un oraș din regiunea Fergana și a fost ucisă într-o crimă de onoare în 1929.

## Crimă de onoare
Nurkhon a fugit de acasă la o vârstă fragedă pentru a se alătura unei trupe de dansuri rusești. Printre colegii ei de acolo au fost viitoarea Artistă a Poporului din URSS Tamara Khanum⁠(d) și viitoarea Artistă a Poporului din Uzbekistan Gavkhar Rakhimova. La scurt timp după ce s-a alăturat grupului, pe 8 martie 1928, ea și o altă dansatoare au urcat pe scenă și și-au îndepărtat în mod public vălurile de pe față. Atunci când trupa de dans a poposit în orașul ei natal, Margilan, ea a decis să-și viziteze familia. Mătușa ei a adus-o în casă și i-a spus că fratele ei o caută. El a înjunghiat-o mortal și și-a mărturisit imediat crima după ce poliția a ajuns la fața locului. Fratele ei a recunoscut că uciderea lui Nurkhon a fost premeditată, fiind săvârșită la insistențele tatălui lor, ming-boshi-ului (bătrânul satului) și mullahului Kamal G'iasov, care l-a făcut să jure pe Coran că o va ucide. Înmormântarea lui Nurkhon a avut loc a doua zi după moartea ei în prezența unui public numeros care a umplut piața publică a orașului. Mii de oameni au participat la funeralii, iar femeile și-au dat jos vălurile și le-au aruncat în fața sicriului ei. Tatăl și fratele ei au fost în cele din urmă judecați și executați pentru săvârșirea crimei, iar ming-boshi-ul și mullahul au fost exilați.

## Urmări
După moartea ei, Nurkhon Yuldashkhojayeva a fost onorată de autoritățile URSS ca un curajos model⁠(d) și martir politic sovietic, asemănător cu Tursunoy Saidazimova. O statuie a lui Nurkhon a fost construită și amplasată în fața Casei de Cultură din Margilan, fiind realizată de sculptorul Valentin Klebansov în 1967; statuia a fost dărâmată în anul 1993, la scurt timp după desființarea Republicii Sovietice Socialiste Uzbece în 1991. Un monument dedicat unei tinere, care reprezenta lupta pentru emanciparea feminină, a fost considerat imoral în Uzbekistanul postsovietic  În orașul Fergana încă mai există un cinematograf care îi poartă numele, cinematograful „Nurkhon”.
Nurkhon a devenit eroina unei piese muzicale sovietice a lui Kamil Yashin⁠(d), care a fost populară la mijlocul secolului al XX-lea.